# Il segregazionista
Il segregazionista (Segregationist) è un racconto fantascientifico scritto da Isaac Asimov. Pubblicato per la prima volta nel dicembre del 1967 sulla rivista Abbottempo (prodotta da Abbott Laboratories), fa parte dell'antologia Antologia personale ed è attualmente presente anche in altre raccolte di racconti di Asimov. 

## Trama
Questa storia narra di un futuro in cui le protesi robotiche per l'uomo sono realtà e si dividono in plastiche e in metalliche. La gente naturalmente preferisce gli innesti di tipo metallico, per assomigliare, o almeno avere alcune delle capacità di quelli che comunemente vengono soprannominati i Metallo (i robot). Ad essi infatti ormai erano stati riconosciuti dei diritti civili, e dovevano esseri trattati quasi al pari degli esseri umani.
Un senatore a cui è stato riconosciuto il diritto al ritardo della morte, si ritrova da un chirurgo per farsi sostituire il suo cuore ormai stanco e malato. Il chirurgo gli offre una scelta fra un organo metallico e uno semi-organico-plastico. L'uomo naturalmente, essendo una persona importante e abbastanza arrogante, rifiuta ostinatamente i tentativi che il medico fa per convincerlo a farsi trapiantare un cuore in fibra cyber-cardiaca. Di conseguenza, sceglie di farsi trapiantare un cuore metallico, proprio come qualsiasi altra persona avrebbe scelto.
Più tardi, una volta che il senatore se n'è andato, il chirurgo fa delle osservazioni sull'ibridazione umano-macchina. Dice infatti che chiunque dovrebbe cercare di mantenere il proprio corpo il più vicino all'originale possibile, senza cercare di varcare la linea di confine, e inoltre si vede molto contrario a questa specie di unione fra gli esseri umani e i robot. Alla fine si scopre che il chirurgo è un robot considerevolmente razzista nei confronti degli esseri umani che vogliono diventare più simili a quelli della sua specie.